# 岡崎信用金庫資料館
岡崎信用金庫資料館（おかざきしんようきんこしりょうかん）は、愛知県岡崎市伝馬通にある資料館。
1917年（大正6年）に岡崎銀行本店として建てられ、戦後の1950年（昭和25年）から1976年（昭和51年）まで岡崎商工会議所会館として使用された後、1982年（昭和57年）に岡崎信用金庫資料館が開館した。

## 歴史

### 岡崎銀行
1890年（明治23年）に設立されていた岡崎銀行（1945年（昭和20年）に東海銀行と合併。現三菱UFJ銀行）は、1917年（大正6年）4月に伝馬通りに本店を移転。鈴木禎次に設計を依頼し、本店として建設されたのがこの建物である。辰野金吾を師とする鈴木は名古屋を拠点とした建築家であり、鶴舞公園の奏楽堂や噴水塔など、東海地方で数多くの建築物を手掛けていた。赤煉瓦と御影石を組み合わせた重厚なルネサンス様式の建物である。

### 岡崎商工会議所会館
1945年（昭和20年）7月、太平洋戦争の岡崎空襲で岡崎市街地は廃墟と化し、岡崎銀行本店も外側を残して焼失した。1950年（昭和25年）には岡崎商工会議所が建物を買い取って改修し、同年10月には商工会議所会館として地域経済の拠点的な施設となった。

### 岡崎信用金庫資料館
1976年（昭和51年）11月、岡崎商工会議所は明大寺町に商工会議所会館を新築して移転した。商工会議所会館の旧館は取り壊される寸前だったが、岡崎信用金庫の服部敏郎会長は岡崎市民の声を受けて、土地と建物を商工会議所から買い取った。金融・経済関係主体の資料館として整備することとし、建物の内側を厚さ3センチの鉄筋コンクリートで補強するなどして改修した。
1982年（昭和57年）11月2日、岡崎信用金庫資料館として開館した。資料館の開館は岡崎信用金庫の創立55周年記念事業である。開館時の館長は柴田経三。同年11月には日本建築学会によって日本の近代建築の中から「全国の建物2000棟」に選ばれている。
1990年（平成2年）、岡崎市の「岡崎市都市景観環境賞」を受賞。2008年（平成20年）には国の登録有形文化財に登録された。2017年（平成29年）10月31日、岡崎市の景観重要建造物に指定された。
2014年（平成26年）10月には愛知登文会によって、愛知県内の37件の登録有形文化財の特別公開（後のあいたて博）が初めて行われたが、この際には岡崎信用金庫資料館も公開の対象となった。

## 建築
ルネサンス様式を主体としており、外観には御影石と煉瓦が組み合わされている。地上2階建て一部3階建てであり、東側には尖塔屋根が、西側にはネオ・ルネサンス式の箱型屋根がある。